# 天主教阿爾本加-因佩里亞教區
天主教阿爾本加-因佩里亞教區（拉丁語：Dioecesis Albingaunensis-Imperiae），是義大利一個天主教教區。屬熱那亞總教區。
教區包括薩沃納省西部和因佩里亞省東部，教座位於阿爾本加。2012年有教友158,000人，佔總人口93.9%。有162個堂區、司鐸176名。現任教區主教為馬里奧·奧利韋里。

## 歷史
阿爾本加教區據當地傳統是在121或125年因聖卡洛傑羅殉道而開教，第一位有文獻記載的主教出現於451年。教區原屬米蘭總教區。1159年教宗把教區轉至熱那亞管轄之下，並於1213年再次重申此一決定。1569年4月21日教區修道院成立。
教區在1973年12月1日易名至今。